# Bernard Ramanantsoa
Bernard Ramanantsoa (26 de noviembre de 1948, Mulhouse, Francia), es un profesor de francés, director general del grupo HEC Paris de 1995 a 2015.

## Biografía
Hijo de padre malgache y madre francesa, es sobrino del general Gabriel Ramanantsoa, presidente de la República Malgache entre 1972 y 1975.
Bernard Ramanantsoa estudió en Francia. Después de sus clases de preparación científica en el liceo privado Sainte-Geneviève, se incorporó a Supaéro (especialidad de promoción, opción “Propulsión” en 1971). En 1976 completó su MBA en HEC Paris, un programa llamado en ese momento ISA, y se graduó como el mejor de su clase. Acumuló títulos universitarios, obteniendo un Maestría en sociología en 1987, un doctorado en ciencias de la gestión (Universidad París-Dauphine) en 1991 y un Maestría en historia de la filosofía en 1993 (en la Universidad de París 1 Panthéon-Sorbonne).
Paralelamente a esta carrera universitaria, se incorporó al grupo HEC Paris en 1979 como profesor permanente, después de varios años como profesor temporal.
Apodado “Rama” por los estudiantes, supo llevar el grupo HEC hacia el ámbito internacional tras su acceso a la dirección general del grupo HEC París en 1995. Fue elegido director del Programa de The Global Alliance in Management Education (CEMS) en el otoño de 2006.
Del 3 al 6 de junio de 2010 asistió a la conferencia Bilderberg en Sitges, España. También es director del think tank europeo EuropaNova.
Sus dos hijos, entre ellos Marc Ramanantsoa, son graduados de HEC Paris.
En 2015 dejó la dirección de HEC y fue sucedido por el canadiense Peter Todd.
En junio de 2016, fue nombrado miembro del consejo de administración de Orange SA, por un período de cuatro años, en sustitución de Claudie Haigneré y presidente del comité de auditoría en diciembre del mismo año.